# Szepietowo
Szepietowoⓘ é um município no nordeste da Polônia. Pertence à voivodia da Podláquia, no condado de Wysokie Mazowieckie. É a sede da comuna urbano-rural de Szepietowo e a capital da forania de Szepietowo. Szepietowo recebeu os direitos de cidade em 1 de janeiro de 2010.
Estende-se por uma área de 2,8 km², com 1 999 habitantes, segundo o censo de 31 de dezembro de 2024, com uma densidade populacional de 704 hab./km².
Na cidade há uma igreja que é a sede da paróquia de Nossa Senhora Mãe da Misericórdia. A administração paroquial possui um cemitério. Atualmente, é possível usar o mecanismo de busca de pessoas mortas enterradas no cemitério. Na estrutura da Igreja Católica de Rito Latino, a paróquia pertence à metrópole de Białystok, à diocese de Łomża e à forania de Szepietowo.
Szepietowo está localizada na região histórica da Podláquia, esteve no condado de Brańsk, na região de Bielsko da voivodia da Podláquia.

## História

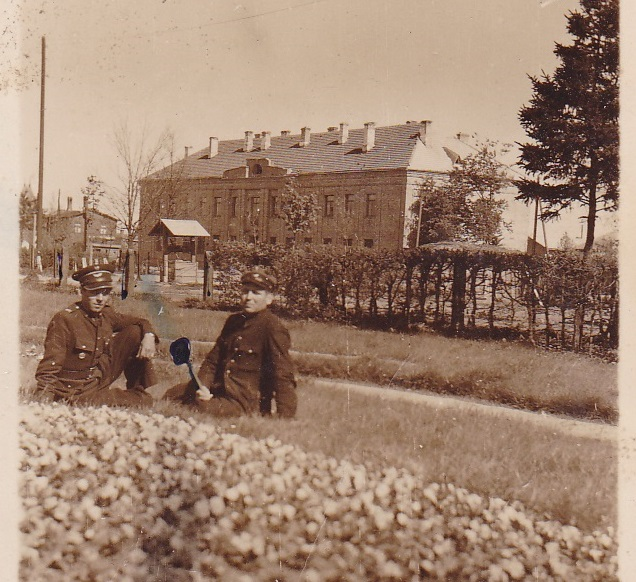
Em 1940, o Exército Vermelho construiu uma cidade em Szepietów, composta por cerca de 30 edifícios, a maioria blocos de vários andares, para as Forças de Proteção de Fronteiras do NKVD estacionadas no “Arco de Białystok”. O atual edifício GS SCH foi erguido como sede da 88.ª divisão

Entre os séculos XVI e XVII, Szepietowo era uma aldeia da paróquia de Dąbrowa no condado de Brańsk. Seu desenvolvimento ocorreu no século XIX, com a construção da Ferrovia Varsóvia-São Petersburgo. Era uma rota de trânsito ferroviário em linha reta entre Łapy, no rio Narew, e Małkinia, no rio Bug. Na rota, foram construídas duas estações ferroviárias em Średnica e Czyżewo. A estação em Srednica foi rebatizada de Szepietowo e tinha duas rampas, uma bomba de água e um edifício de tijolos. A principal mercadoria de transbordo era o cereal. Também havia tráfego regular de passageiros entre Vilnius e Varsóvia desde 1862, o que aumentou a importância da estação. No período entre guerras, a estação se tornou o assentamento de Szepietowo. Em 1921, foi construída a estação ferroviária de Szepietowo. Existiam 9 edifícios para uso residencial e 81 habitantes (31 homens e 50 mulheres). Todos declararam de nacionalidade polonesa.
Nos anos de 1954 a 1972, a aldeia fazia parte da gromada Szepietowo-Stacja. Szepietowo recebeu a classificação de cidade em 1 de janeiro de 2010.

## Monumentos históricos
- Complexo da estação ferroviária;
- Edifício ferroviário de tijolos do final do século XIX, adaptado para a estação após a destruição da estação pelos alemães durante a Segunda Guerra Mundial;
- Dois edifícios de tijolos da virada dos séculos XIX e XX;
- Cemitério de guerra da Primeira Guerra Mundial;[9]
- Túmulo do soldado (monumento) da Segunda Guerra Mundial;[10]
- Casa de alvenaria da primeira metade do século XX.[11]

## Geografia
A comuna de Szepietowo está localizada na parte sudoeste da voivodia da Podláquia, no planalto de Wysokie Mazowieckie. A área onde a comuna está localizada é a fronteira entre as regiões históricas da Mazóvia e da Podláquia.

## Economia

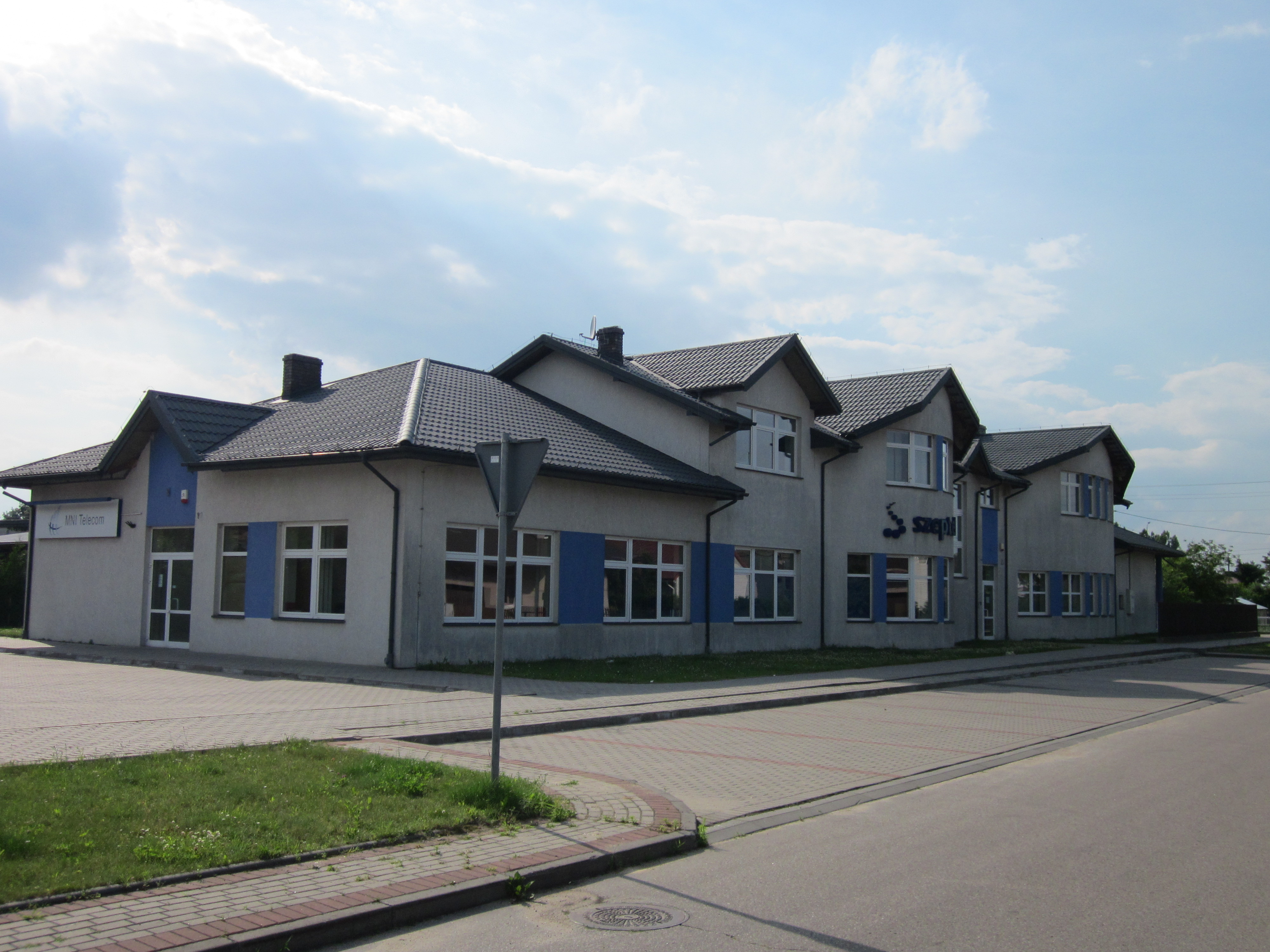
MNI Telecom, antiga Szeptel

Szepietowo é um centro de serviços local, um centro agrícola da região da Podláquia. O parlamento da voivodia da Podláquia reconheceu Szepietowo como a capital agrícola da Podláquia.
Nas proximidades fica a sede do Centro Consultivo Agrícola da Podláquia, que anualmente organiza inúmeras exposições agrícolas (Feira de Horticultura da Primavera, Dias com Consultoria Agrícola, Exposição Regional de Animais, Outono no pomar e jardim, Gala Verde, Feira da Construção Rural).
Há também:
- Empresa de telecomunicações MNI Telecom (anteriormente Szeptel S.A.)
- Sociedade dos Amigos da Região de Szepietów, fundada em 1939 como Associação dos Amigos de Szepietów.[12]

## Demografia
Conforme os dados do Escritório Central de Estatística da Polônia (GUS) de 31 de dezembro de 2024, Szepietowo é uma cidade muito pequena com uma população de 1 999 habitantes (32.º lugar na voivodia da Podláquia e 865.º na Polônia), tem uma área de 2,8 km² (39.º lugar na voivodia da Podláquia e 976.º lugar na Polônia) e uma densidade populacional de 704 hab./km² (14.º lugar na voivodia da Podláquia e 462.º lugar na Polônia). Nos anos 2010–2024, o número de habitantes diminuiu 13,3%.
Os habitantes de Szepietowo constituem cerca de 3,76% da população do condado de Wysokie Mazowieckie, constituindo 0,18% da população da voivodia da Podláquia.
| Descrição                         | Total      | Total   | Mulheres   | Mulheres | Homens     | Homens  |
| --------------------------------- | ---------- | ------- | ---------- | -------- | ---------- | ------- |
| unidade                           | habitantes | %       | habitantes | %        | habitantes | %       |
| população                         | 1 999      | 100     | 985        | 49,3     | 1 014      | 50,7    |
| superfície                        | 2,8 km²    | 2,8 km² | 2,8 km²    | 2,8 km²  | 2,8 km²    | 2,8 km² |
| densidade populacional (hab./km²) | 704        | 704     | 347,1      | 347,1    | 356,9      | 356,9   |

A população em 2010 era de 2 311 pessoas. Segundo o censo de 31 de dezembro de 2011, a cidade tinha 2 337 habitantes.

## Educação
Nos anos 1922–1925, não havia escola em Szepietowo. Em 1928, uma escola de Średnica foi transferida para cá. Em 1930, a escola primária de duas turmas em Szepietowo-Stacja tinha 94 alunos.

## Transportes
A linha ferroviária Varsóvia-Białystok, com uma estação de passageiros e de mercadorias e a estrada nacional n.º 66 (Zambrów-Wysokie Mazowieckie-Bielsk Podlaski-Połowce) atravessa Szepietowo.
Na rua Przemysłowa 2, existe uma plataforma de pouso de helicóptero gerenciada pela Agência de Reservas de Materiais.

## Galeria

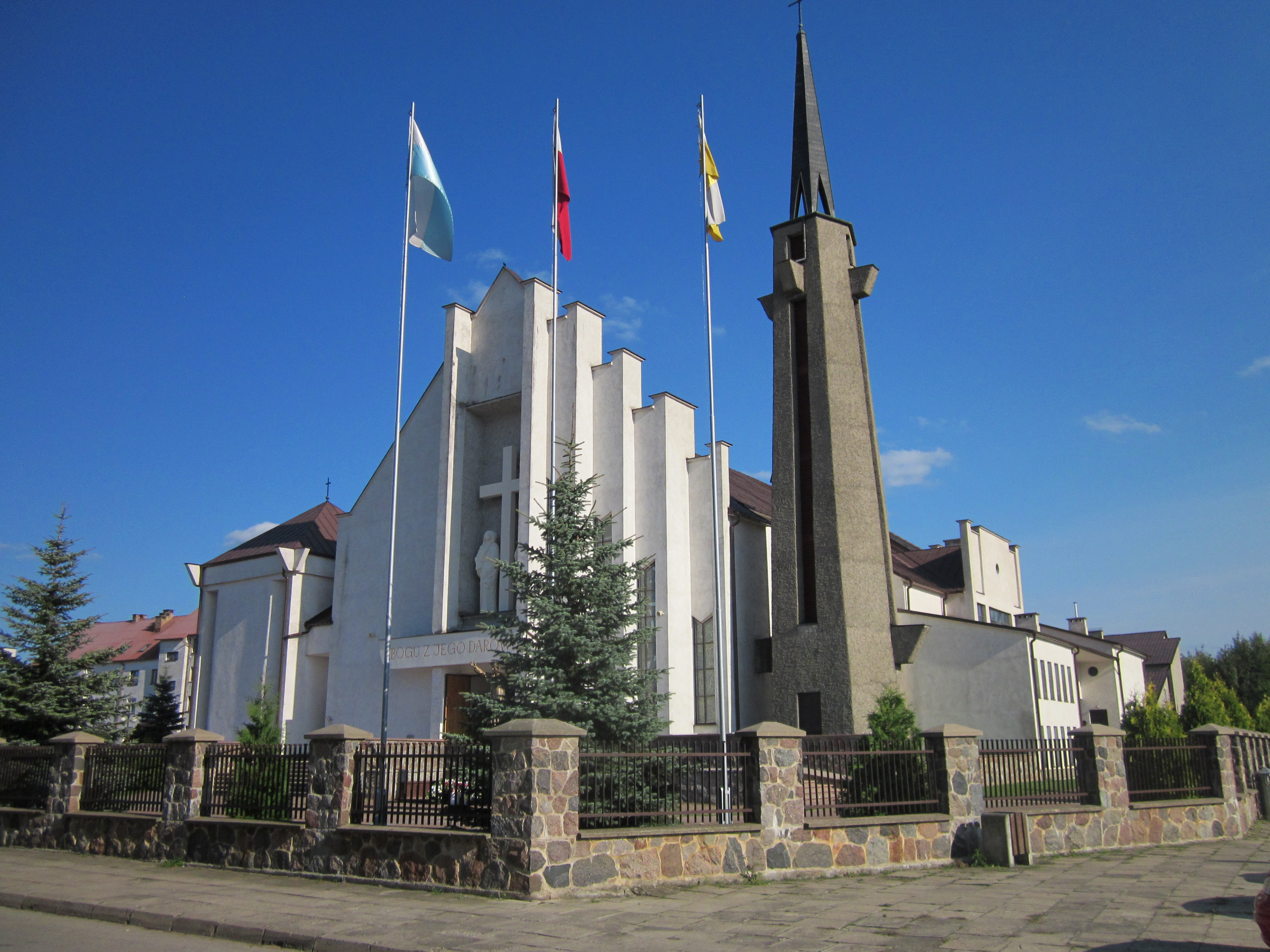
Igreja paroquial da Virgem Maria, Mãe de Misericórdia
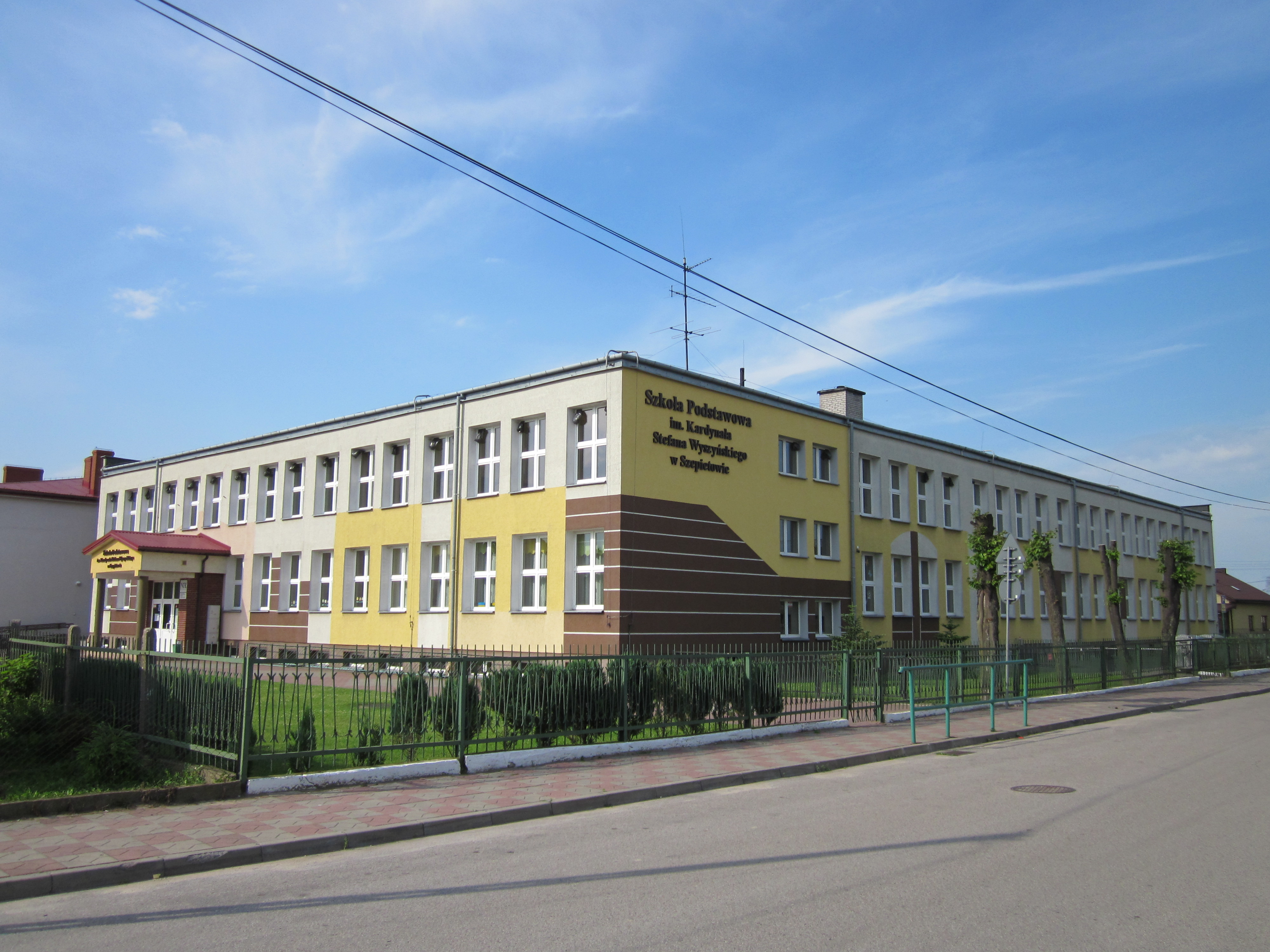
Escola primária Cardeal Stefan Wyszyński
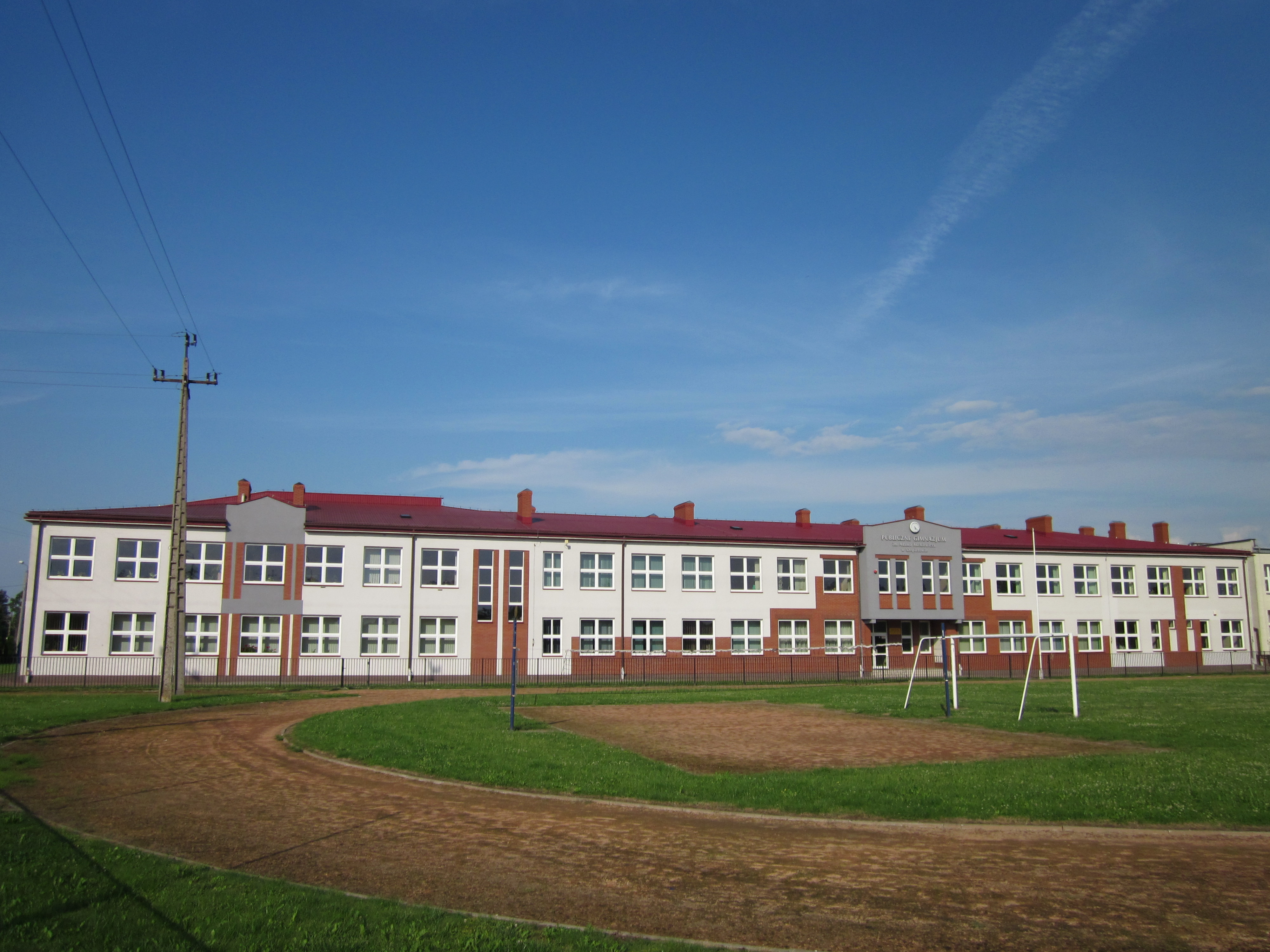
Escola secundária pública Adam Mickiewicz
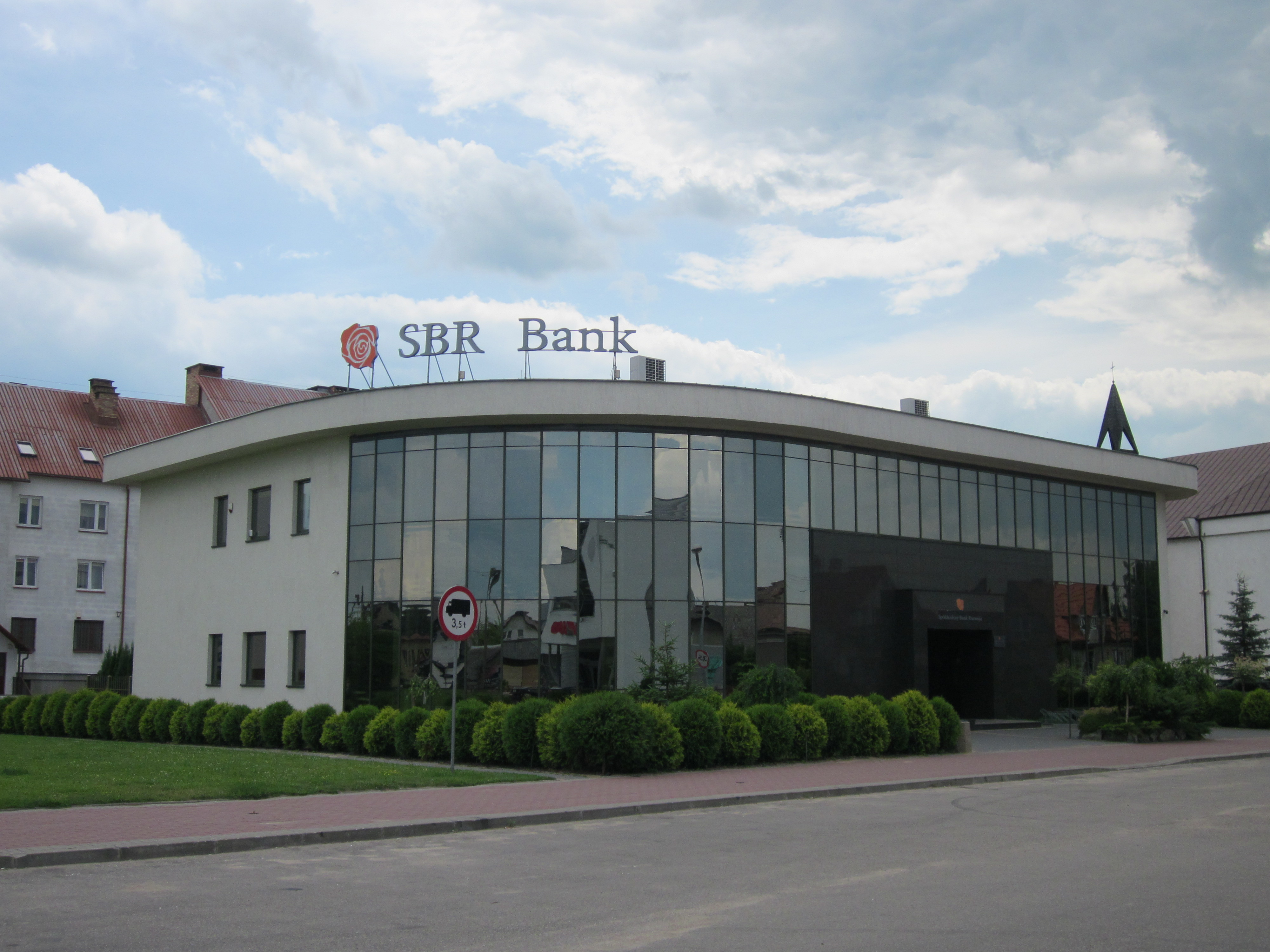
SBR Bank
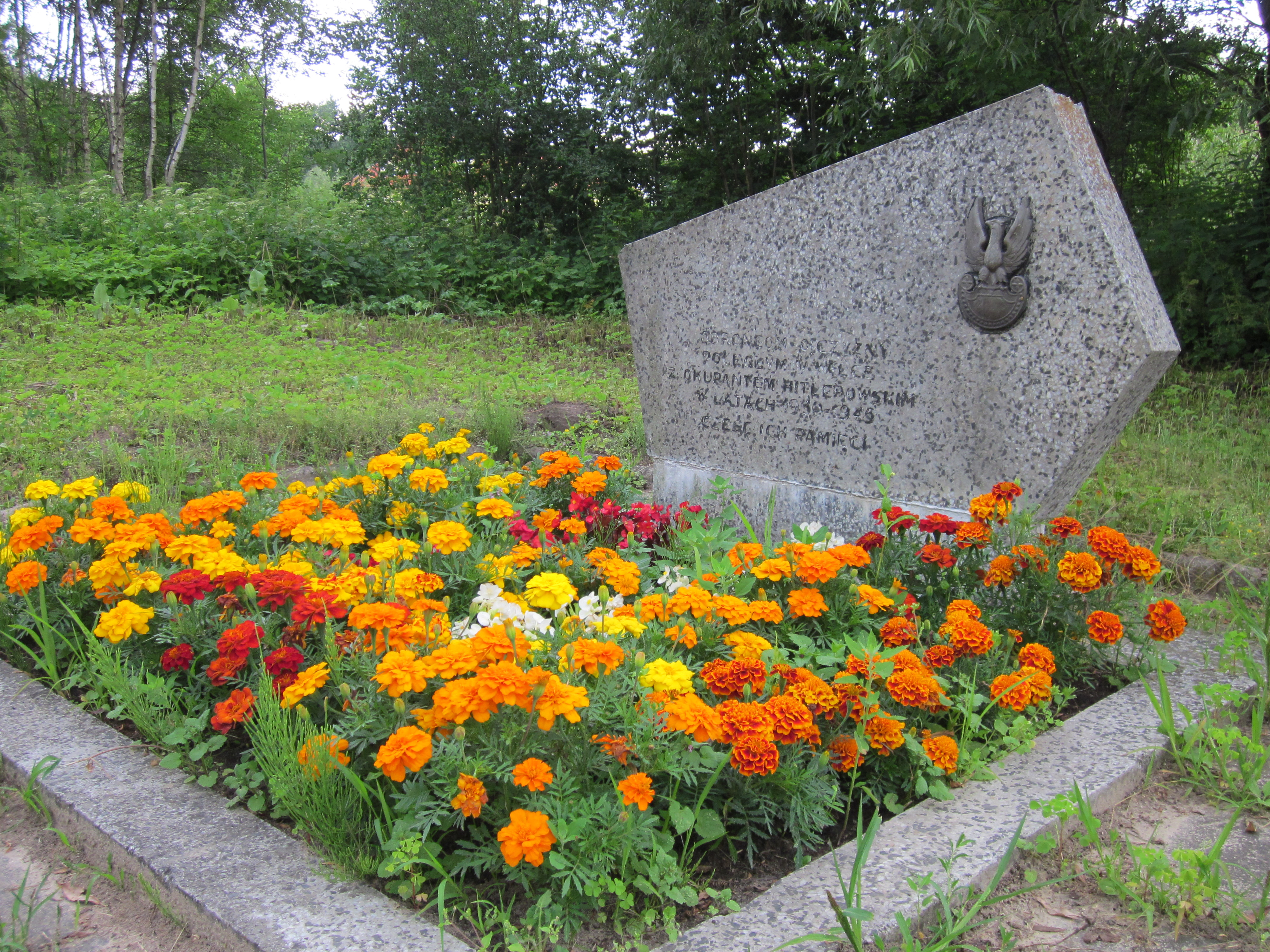
Túmulo coletivo de soldados do Exército polonês da Segunda Guerra Mundial
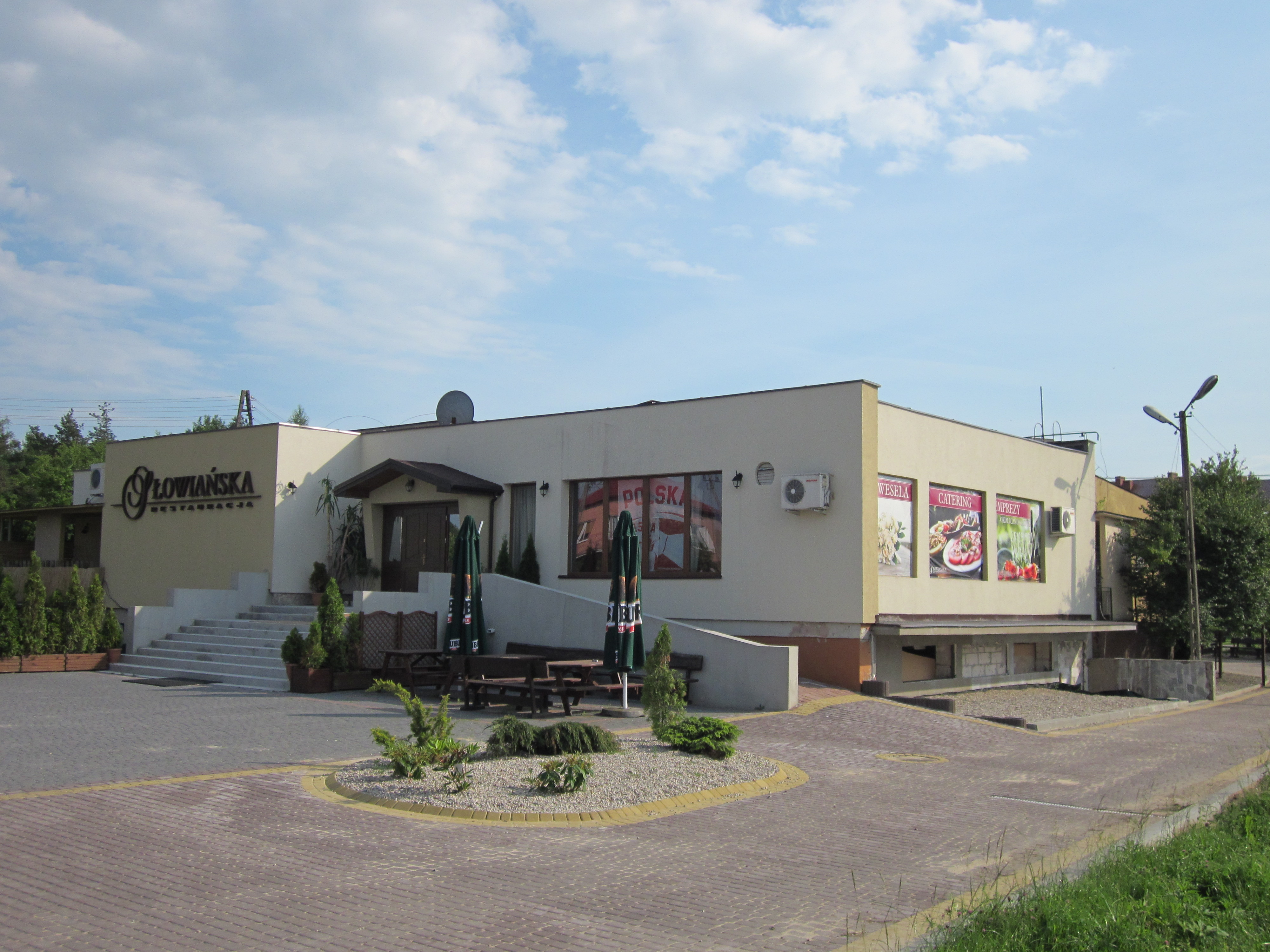
Restaurante Eslavo